# Leonid Basan
Leonid Basan (* 11. Juni 1985 in Odessa) ist ein ukrainischer bzw. bulgarischer Ringer. Er wurde 2011 Vize-Europameister im freien Stil im Leichtgewicht.

## Werdegang
Basan begann im Jahre 1996 mit dem Ringen und wurde in der Ukraine von Nikolai Stojanow trainiert. Er startet ausschließlich im freien Stil und wiegt bei einer Größe von 1,68 Meter ca. 70 kg, wobei er zu den Wettkämpfen in das Leichtgewicht (bis 66 kg Körpergewicht) abtrainiert. Er startete bis 2009 für die Ukraine.
Ende des Jahres 2009 ging Basan nach Bulgarien und wurde dort im Februar 2011 eingebürgert. In Bulgarien startet er für Chernomorskyj Sokol Warna und wird von Simeon Schterew trainiert. Ab der Saison 2010/11 geht er in der deutschen Bundesliga für den KSV 05 Aalen an den Start, konnte aber in dieser Saison noch nicht eingesetzt werden, weil in einer Bundesligamannschaft nur ein „Drittstaatler“ starten darf und der KSV Aalen diesen Platz mit einem anderen Ringer besetzt hatte. Nach seiner Einbürgerung in Bulgarien, womit er EU-Bürger wurde, steht seinem Start für den KSV 05 Aalen nichts mehr im Wege. Er ist Student, bestreitet aber seinen Lebensunterhalt ausschließlich vom Ringen.
Basan wurde von der Ukraine im Juniorenalter bei mehreren internationalen Meisterschaften eingesetzt. Bei den Junioren-Europameisterschaften (Cadets) 2000 in Bratislava, 2001 in Izmir und 2002 in Vilnius konnte er sich in verschiedenen Gewichtsklassen aber noch nicht im Vorderfeld platzieren. Bei der Junioren-Weltmeisterschaft 2005 (Juniors) in Vilnius gewann er jedoch im Leichtgewicht eine WM-Bronzemedaille. Eine Bronzemedaille gewann er auch im Jahre 2006 bei der Studenten-Weltmeisterschaft in Ulan Bator, wiederum im Leichtgewicht. Danach kam er in der Ukraine zu keinen weiteren internationalen Einsätzen mehr.
Nach seinem Wechsel nach Bulgarien gewann er 2010 und 2001 den bulgarischen Meistertitel und 2011 beim renommierten Dan-Kolew-Turnier in Burgas die Konkurrenz im Leichtgewicht. Auch bei der EM in Dortmund konnte er überzeugen. Er besiegte dort Boban Boskov aus Serbien, Adam Batirow aus Russland und Ali Schabanau aus Belarus. Im Endkampf unterlag er Jabrail Hasanow aus Aserbaidschan und wurde damit Vize-Europameister im Leichtgewicht.

## Internationale Erfolge
| Jahr | Platz | Wettbewerb                         | Gewichtskl.  | Ergebnis |
| 2000 | 8.    | Junioren-EM (Cadets) in Bratislava | bis 46 kg KG | Sieger: Ersin Burak, Türkei vor Mawlet Batirow, Russland |
| 2001 | 7.    | Junioren-EM (Cadets) in Izmir      | bis 54 kg KG | Sieger: Machatsch Murtasalijew, Russland vor Malchaz Kurbiani, Georgien                                                                                          |
| 2002 | 11.   | Junioren-EM (Cadets) in Vilnius    | bis 63 kg KG | Sieger: Ercan Yoldas, Türkei vor Malchaz Zarkua, Georgien |
| 2005 | 3.    | Junioren-WM (Juniors) in Vilnius   | Leicht       | nach Sieg über Jan Danis, Slowakei, Niederlage gegen Nasrullah Fadaei, Iran u. Siegen über Adam Sobieraj, Polen, Ismail Zade, Türkei u. Alexander Motyl, Belarus |
| 2006 | 3.    | Universitäten-WM in Ulaanbaatar    | Leicht       | hinter Bujandschawyn Batdsorig, Mongolei u. Mohamed Hamid, Iran                                                                                                  |
| 2007 | 4.    | Welt-Cup in Krasnojarsk            | Leicht       | hinter Arslan Chutalijew, Usbekistan, Hassan Tahmasebi, Iran u. Schamil Batirow, Russland                                                                        |
| 2009 | 1.    | Intern. Turnier in Kiew            | Leicht       | vor Magomedgali Abakarow, Russland, Girair Oganesjan, Armenien u. Azamat Bulatow, Russland                                                                       |
| 2011 | 1.    | Dan-Kolew-Turnier in Burgas        | Leicht       | vor Georgi Slatow, Ukraine, Kataro Tanaka, Japan u. Nikolai Kurtew, Bulgarien                                                                                    |
| 2011 | 2.    | EM in Dortmund                     | Leicht       | nach Siegen über Boban Boskov, Serbien, Adam Batirow, Russland u. Ali Schabanau, Belarus u. einer Niederlage gegen Jabrail Hasanow, Aserbaidschan                |

## Erläuterungen
- alle Wettbewerbe im freien Stil
- WM = Weltmeisterschaft, EM = Europameisterschaft
- Leichtgewicht, Gewichtsklasse bis 66 kg Körpergewicht